# SeaWolves d'Érié
Les SeaWolves d'Érié (en anglais : Erie SeaWolves) sont un club américain de baseball fondé en 1995 et situé à Érié (Pennsylvanie). Les SeaWolves sont une équipe de niveau AA affiliée aux Tigers de Détroit depuis 2001. Ils jouent dans la division sud de l'Eastern League.

## Histoire
Les SeaWolves d'Érié sont fondés en 1995 en New York - Penn League comme club affilié des Pirates de Pittsburgh. Les SeaWolves disputent une fois les play-offs en 1997 mais échouent au premier tour.
Les SeaWolves passent sous le contrôle des Angels de Los Angeles en 1998 et rejoignent l'Eastern League. Depuis 2001, le club est affilié aux Tigers de Détroit.
En Eastern League, les SeaWolves disputent quatre fois les play-offs (1999, 2001, 2004 et 2007) mais ne passent jamais le premier tour.
Côté affluences, les SeaWolves ont attiré 220 401 spectateurs lors de leurs matches à domicile soit une moyenne de 3149 spectateurs par match. Sur les douze formations de l'Eastern League, seuls les Defenders du Connecticut ont fait moins bien.